# Nacpolsk (gmina)
Nacpolsk – dawna gmina wiejska istniejąca w XIX wieku w guberni płockiej. Siedzibą władz gminy był Nacpolsk.
Za Królestwa Polskiego gmina Nacpolsk należała do powiatu płońskiego w guberni płockiej.
Gmina została zniesiona w 1877 roku; odtąd figuruje już nowa gmina Naruszewo, utworzona z obszarów dotychczasowych gmin Nacpolsk i Krysk.